# Lepteria villalis
Lepteria villalis là một loài bướm đêm trong họ Noctuidae.